# Xələc (Xızı)
Xələc è un comune dell'Azerbaigian situato nel distretto di Xızı. Conta una popolazione di 322 abitanti.